# Campeonato Europeo de Piragüismo en Eslalon de 2011
El XII Campeonato Europeo de Piragüismo en Eslalon se celebró en Seo de Urgel (España) entre el 8 y el 12 de junio de 2011 bajo la organización de la Asociación Europea de Piragüismo (ECA) y la Real Federación Española de Piragüismo.
Las competiciones se realizaron en el canal de piragüismo en eslalon del Parque Olímpico del Segre de la localidad catalana.

## Medallistas

### Masculino
| Evento                 | Oro | Plata | Bronce |
| ---------------------- | --- | --- | --- |
| K1 individual (12.06)  | Daniele Molmenti · Italia · 93,93 pts.                                                                                | Samuel Hernanz · España · 94,83 pts.                                                                        | Jiří Prskavec · República Checa · 95,41 pts.                                                                                |
| C1 individual (12.06)  | Tony Estanguet Francia 99,48                                                                                          | Alexander Slafkovský · Eslovaquia · 100,00                                                                  | Denis Gargaud-Chanut Francia 100,14                                                                                         |
| C2 individual (11.06)  | Pavol Hochschorner · Peter Hochschorner · Eslovaquia · 107,05                                                         | Pierre Labarelle Nicolas Peschier Francia 107,65                                                            | Peter Škantár · Ladislav Škantár · Eslovaquia · 108,61                                                                      |
| K1 por equipos (12.06) | Peter Kauzer Jure Meglič Simon Brus Eslovenia 106,15                                                                  | Mateusz Polaczyk · Grzegorz Polaczyk · Dariusz Popiela · Polonia · 106,53                                   | Fabien Lefèvre Boris Neveu Vivien Colober Francia 106,79                                                                    |
| C1 por equipos (12.06) | Tony Estanguet Denis Gargaud-Chanut Nicolas Peschier Francia 110,28                                                   | Nico Bettge · Jan Benzien · Sideris Tasiadis · Alemania · 112,30                                            | Stanislav Ježek · Vítězslav Gebas · Tomáš Indruch · República Checa · 113,79                                                |
| C2 por equipos (11.06) | República Checa · Lukáš Přinda / Jan Havlíček · Tomáš Koplík / Jakub Vrzáň · Václav Hradilek / Štěpán Sehnal · 123,20 | Alemania · Marcus Becker / Stefan Henze · David Schröder / Frank Henze · Kai Müller / Kevin Müller · 124,05 | Eslovaquia · Pavol Hochschorner / Peter Hochschorner · Tomáš Kučera / Ján Bátik · Ladislav Škantár / Peter Škantár · 124,24 |

### Femenino
| Evento                 | Oro                                                                                  | Plata                                                                              | Bronce                                                          |
| ---------------------- | ------------------------------------------------------------------------------------ | ---------------------------------------------------------------------------------- | --------------------------------------------------------------- |
| K1 individual (11.06)  | Claudia Bär · Alemania · 105,26 pts.                                                 | Jana Dukátová · Eslovaquia · 105,43 pts.                                           | Elizabeth Neave Reino Unido 106,76 pts.                         |
| K1 por equipos (11.06) | Kateřina Kudějová · Štěpánka Hilgertová · Irena Pavelková · República Checa · 122,05 | Corinna Kuhnle · Violetta Oblinger-Peters · Viktoria Wolffhardt · Austria · 122,87 | Jana Dukátová · Elena Kaliská · Dana Mann · Eslovaquia · 125,43 |
| C1 individual (12.06)  | Caroline Loir Francia 127,65                                                         | Mira Louen · Alemania · 127,98                                                     | Lena Stöcklin · Alemania · 132,67                               |

## Medallero
| Núm. | País            | Oro | Plata | Bronce | Total |
| ---- | --------------- | --- | ----- | ------ | ----- |
| 1    | Francia         | 3   | 1     | 2      | 6     |
| 2    | República Checa | 2   | 0     | 2      | 4     |
| 3    | Alemania        | 1   | 3     | 1      | 5     |
| 4    | Eslovaquia      | 1   | 2     | 3      | 6     |
| 5    | Eslovenia       | 1   | 0     | 0      | 1     |
| 5    | Italia          | 1   | 0     | 0      | 1     |
| 7    | Austria         | 0   | 1     | 0      | 1     |
| 7    | España          | 0   | 1     | 0      | 1     |
| 7    | Polonia         | 0   | 1     | 0      | 1     |
| 10   | Reino Unido     | 0   | 0     | 1      | 1     |
|      | TOTAL           | 9   | 9     | 9      | 27    |